# Mark Strong
Mark Strong (Londen, 5 augustus 1963) is een Engelse acteur.

## Biografie
Mark Strong werd geboren als Marco Giuseppe Salussolia. Zijn vader was een Italiaan en zijn moeder een Oostenrijkse. Op jonge leeftijd veranderde zijn moeder zijn naam in Mark Strong, zodat hij beter kon integreren met zijn leeftijdsgenoten. Hij studeerde ook een tijd rechten aan de Universiteit van München en spreekt vloeiend Duits. Uiteindelijk keerde hij terug naar zijn geboortestad Londen, waar hij zich begon toe te spitsen op acteren.
Begin jaren negentig verscheen Strong voor het eerst op televisie. Hij speelde verscheidene rollen in Britse tv-series. Zo was hij in negen afleveringen van Our Friends in the North te zien aan de zijde van o.a. Daniel Craig. Op het einde van het decennium kreeg Strong steeds vaker rollen in films, zoals Sunshine (1999) van István Szabó. Later zou hij ook meedoen in de scifi-film Sunshine (2007) van Danny Boyle. Strong werd ook genomineerd voor een BAFTA voor zijn acteerprestatie in de miniserie The Long Firm.
Aan het begin van de 21e eeuw kreeg Mark Strong regelmatig een rol in grotere filmproducties. Hij werkte vanaf ook een paar keer in de Verenigde Staten. Zo speelde hij mee in Oliver Twist (2005) van Roman Polański, Revolver (2005) van Guy Ritchie en Syriana van Stephen Gaghan. Naar verluidt was hij ook een tijd kanshebber om het personage Anton Chigurh uit de film No Country for Old Men (2007) in de wacht te slepen. De rol ging uiteindelijk naar Javier Bardem, die een Oscar won voor zijn vertolking.
Met regisseur Guy Ritchie werkte hij nadien nog enkele keren samen. Zo speelde Strong mee in RocknRolla (2008) en was hij de slechterik in Sherlock Holmes (2009). Strong werd regelmatig als de antagonist gecast. Hij was dat onder meer in Kick Ass (2010) en Robin Hood (2010).

## Filmografie

### Films
Een selectie van films uit de filmografie van Mark Strong:
- 2024: Atlas - General Boothe
- 2023: Dead Shot - Holland
- 2023: Murder Mystery2 - Miller
- 2023: Shazam! Fury of the Gods - Dr. Thaddeus Sivana
- 2021: Cruella - John de bediende
- 2019: 1917 - Captain Smith
- 2019: Shazam! - Dr. Thaddeus Sivana
- 2018: The Catcher Was a Spy - Werner Heisenberg
- 2017: Kingsman: The Golden Circle - Merlin
- 2017: 6 days - Max Vernon
- 2016: Miss Sloane - Rodolfo Schmidt
- 2016: Grimsby - Sebastian Graves
- 2014: Kingsman: The Secret Service - Merlin
- 2014: The Imitation Game - Stewart Menzies
- 2013: Before i go to sleep - Dr Nash
- 2012: Zero Dark Thirty - George
- 2012: John Carter - Matai Shang
- 2011: Tinker, Tailor, Soldier, Spy - Jim Prideaux
- 2011: Green Lantern - Sinestro
- 2010: Robin Hood - Godfrey
- 2010: Kick Ass - Frank D'Amico
- 2009: Sherlock Holmes - Lord Blackwood
- 2009: The Young Victoria - Sir John Conroy
- 2008: Body of Lies - Hani
- 2008: RocknRolla - Archy
- 2008: Babylon A.D. - Finn
- 2007: Sunshine - Pinbacker
- 2007: Stardust - Septimus
- 2006: Tristan & Isolde - Wictred
- 2005: Syriana - Mussawi
- 2005: Revolver - Sorter
- 2005: Oliver Twist - Toby Crackit
- 1996: Emma - Mr. Knightley

### Televisieserie
- 2019: The Dark Crystal: Age of Resistance - Ordon (stem)
- 2024: The Penguin - Carmine Falcone

- Bibsys: 3045090
- Biblioteca Nacional de España: XX5036683
- Bibliothèque nationale de France: cb16159296s (data)
- Catàleg d'autoritats de noms i títols de Catalunya: 981058508141806706
- Gemeinsame Normdatei: 138635684
- International Standard Name Identifier: 0000 0001 2031 8786
- Library of Congress Control Number: no2005091684
- Nationale Bibliotheek van Tsjechië: xx0136038
- Nationale Bibliotheek van Israël: 987007335065705171
- Nationale Bibliotheek van Polen: a0000002189351
- Nederlandse Thesaurus van Auteursnamen: 298738864
- Système universitaire de documentation: 132404923
- Virtual International Authority File: 102429280
- WorldCat: E39PBJyt4MXPkf9mwYQJMgGfv3